# 阿什角
62°28′05″S 59°39′19″W / 62.46806°S 59.65528°W
阿什角（英語：Ash Point）是南極洲的海岬，位於南設得蘭群島中格林尼治島東北岸，面積2.01平方公里，處於聖克魯斯角西北面6.35公里、斯帕克角東南面4.57公里、貝隆角西南面5公里和愛德華茲角以西8.07公里。

## 外部連結
- SCAR Composite Antarctic Gazetteer（页面存档备份，存于）.